# ميلوسلاف ميتشير جونيور
ميلوسلاف ميتشير جونيور (بالسلوفاكية: Miloslav Mečíř ml.)‏ مواليد 20 يناير 1988 في براغ، هو لاعب كرة مضرب سلوفاكي يلعب باليد اليمنى ويحتل حالياً المرتبة رقم. 495 (22 يونيو 2015) في تصنيف رابطة محترفي كرة المضرب. أعلى تصنيف له في الفردي كان المركز الـ 169 في سنة 2014. أعلى تصنيف له في الزوجي كان المركز الـ 282 في سنة 2010.

## روابط خارجية
- ميلوسلاف ميتشير جونيور على موقع رابطة محترفي التنس (الإنجليزية)
- ميلوسلاف ميتشير جونيور على موقع الاتحاد الدولي لكرة المضرب (الإنجليزية)